# Luigi Mascagni
Luigi Mascagni (Arezzo, 15 settembre 1885 – Arezzo, 5 settembre 1945) è stato un politico e antifascista italiano.

## Biografia
Iscritto al Partito Socialista Italiano, venne eletto alla Camera del Regno d'Italia nella XXV legislatura per il collegio di Siena-Arezzo-Grosseto.
Prese parte alla Resistenza e fu presidente del Comitato di liberazione nazionale di Arezzo.